# Per te (Paola & Chiara)
Per te è un singolo del duo musicale italiano Paola & Chiara, pubblicato nel 1998 come unico estratto dalla riedizione del primo album in studio Ci chiamano bambine.
Il brano è stato presentato in gara al Festival di Sanremo 1998, un anno dopo la vittoria ottenuta nella categoria Nuove proposte con il loro brano Amici come prima. Al termine della manifestazione, Per te si piazza al 16º posto.

## Descrizione
Il brano è stato scritto da Paola e Chiara Iezzi e prodotto da Massimo Luca.
Per te viene inclusa come prima traccia nella ristampa dell'album Ci chiamano bambine, messa in commercio nel 1998 in concomitanza con il Festival. Il brano, con un arrangiamento diverso, viene nuovamente inciso nel 2005 e incluso nella tracklist della raccolta Greatest Hits.

## Video musicale
Il video musicale, uscito nel 1998, è stato diretto da Luca Merli. Nella clip le due sorelle cantano la canzone all'interno di un garage di un'abitazione con alle spalle una band musicale, mentre si alternano altre scene, tra cui alcuni primi piani delle cantanti.

## Tracce
CD maxi singolo
1. Per te – 3:46
2. Bella (Acoustic Version) – 3:53
3. Ci chiamano bambine (Remix) – 4:17

## Formazione
- Paola Iezzi – voce
- Chiara Iezzi – voce
- Roberto Rossi – organo Hammond
- Aurelio De Santis, Jacopo Corso, Massimo Luca – chitarre
- Alessandro Branca – basso, violoncello
- Raffaello Pavesi – batteria
- Lucio Fabbri – violino